# 1985 (utwór)
1985 – utwór najlepiej znany w wykonaniu pop-punkowego zespołu Bowling for Soup. Osiągnął 23. miejsce w Billboard Hot 100 w 2004 roku. Utwór znalazł się na albumie A Hangover You Don't Deserve oraz w amerykańskich kompilacjach muzyki rozrywkowej: Now That’s What I Call Music! 17 (U.S. series) i Barbie Hit Mix, Vol. 2. „1985” został pierwotnie napisany i nagrany przez zespół SR-71, prowadzony przez Mitcha Allana.

## Geneza
Według zespołu SR-71, Jaret Reddick, lider Bowling for Soup (przyjaciel SR-71), usłyszał tę piosenkę (z ich albumu Here We Go Again) i zapytał o pozwolenie nagrania covera, jednak, według BFS, to Allan zasugerował Reddickowi możliwość covera. To wersja BFS – z nieznacznie zmienionym tekstem oryginału – stała się znana i popularna wśród większości słuchaczy amerykańskich stacji radiowych oraz dotarła na szczyty list przebojów.

## Odniesienia do kultury lat 80.
Ponieważ wersja piosenki od BFS różni się od wersji SR-71, tyczy się to również odniesień do lat 80. Niektóre zostały usunięte z oryginału i zastąpione nowymi, a niektóre zostały dodane w miejsca, gdzie w oryginale były powtórzone linie.
Szczegółowe odniesienia:
- Whitesnake i teledysk do wersji „Here I Go Again” z 1987 roku, gdzie wystąpiła Tawny Kitaen tańcząca na samochodach.
- Zdanie „Never knew George was gay, hoped they’d hook up one day” (tylko wersja SR-71) jest odniesieniem do byłego członka Wham!, George’a Michaela, który ujawnił kilka lat później, że jest gejem.
- Pytanie, dlaczego Sammy Hagar śpiewa w zespole Van Halen (tylko wersja Bowling for Soup).
- Czas, kiedy sitcomy i teleturnieje były popularne, a reality show nie istniało.
- Czas, kiedy w MTV puszczano tylko teledyski, a nie głównie programy rozrywkowe, jak obecnie.
- Ozzy Osbourne, before he was an actor (tylko wersja Bowling for Soup)
- Kiedy Madonna i U2 byli popularni, długo przed spopularyzowaniem muzyki grunge przez Nirvanę we wczesnych latach 90.
- Wspominają Duran Duran, Bruce Springsteen i Blondie.
- Odniesienia do The Breakfast Club, Pretty in Pink, St. Elmo’s Fire (tylko wersja Bowling for Soup) i Fast Times At Ridgemont High (tylko wersja SR-71).
- Zdanie „She rocked out to Wham!, not a big Limp Bizkit fan” i jest odniesieniem do popularności Wham! długo przed Limp Bizkit, który zaczął grać Nu Metal w 1995.

## Listy przebojów
| Lista przebojów (2004)           | Pozycja |
| -------------------------------- | ------- |
| Australian ARIA Singles Chart    | 22      |
| UK Singles Chart                 | 35      |
| U.S. Billboard Hot 100           | 23      |
| U.S. Billboard Hot Digital Songs | 5       |

## Parodie
- Matt Hodgson „That One Guy” wydał parodię pt. „1955,” opartą na filmie Powrót do przyszłości. Piosenka stała się hitem w radiowym show Dr. Demento.

- Psycho Pat Schaefer (także w show Dr. Demento) nagrał parodię pt. „1955”, która skupiała się na babci i jej urojeniami faktycznego życia w roku 1955.

- Johnny Crass wyprodukował kolejną parodię, „Being a Jedi,” opartą na Star Wars. Ta wersja dotyczyła fabuły Zemsty Sithów i porównania prequela trylogii (części I-III) niekorzystnie do klasycznej trylogii (części IV-VI)

- Zespół The Bob Ricci sparodiował tę piosenkę jako „Beach Boy Soup”, używając piosenki „Kokomo” grupy The Beach Boys.

- Zespół ApologetiX (grający rock chrześcijański parodiujący inne utwory) stworzył parodię „1985” zatytułowaną „None Too Ladylike” i umieścił ją na ich studyjnym albumie Wordplay z 2006 roku.

- Dino-Mike wrote a song to this called Another „1985” Parody making light of the fact that so many had parodied the original song.

## Covery
Richard Thompson wykonał cover wersji Bowling For Soup i umieścił go w swoim albumie koncertowym 1000 Years of Popular Music.

## Inne utwory
- Gym Class Heroes ma piosenkę zatytułowaną „Eighty-Five”, którą wydali w albumie ...For the Kids w 2001 roku. Tę piosenkę wciąż grają na żywo na koncertach.
- Piosenka z lat 70. w wykonaniu Paula McCartneya o nazwie „Nineteen Hundred and Eighty-Five”.
- „1985” to również piosenka zespołu Manic Street Preachers' z albumu Lifeblood wydanego w 2004 roku.
- Kolejną piosenkę o tej samej nazwie stworzył zespół Roper, znajduje się na ich albumie Brace Yourself for the Mediocre.
- Zespół The French Kicks nagrał piosenkę zatytułowaną 1985 i umieścił ją na ich albumie One Time Bells.
- Japońscy punkrockowcy The Blue Hearts napisali i wykonali utwór „1985”, właśnie w tym roku. W piosence, rok wymawiany jest w języku angielskim („nineteen eighty five”), zamiast w japońskim.
- W 2004 roku Patrik Isaksson nagrał piosenkę w języku szwedzkim pt. „1985”, która zagościła na szwedzkiej liście przebojów Svensktoppen.